# Ferdinand Gendron
 (juin 2023).
Si vous disposez d'ouvrages ou d'articles de référence ou si vous connaissez des sites web de qualité traitant du thème abordé ici, merci de compléter l'article en donnant les références utiles à sa vérifiabilité et en les liant à la section « Notes et références ».
Ferdinand-Ambroise Gendron, né le 10 février 1856 à Beauport et mort le 9 août 1917 à Amos, est un marchand de bois et homme politique canadien. Il représente la circonscription électorale d'Ottawa à l'Assemblée législative du Québec de 1904 à 1917 en tant que libéral et maire de l'ancienne ville de Hull.

## Biographie
Ferdinand-Ambroise Gendron est né à Beauport, Canada-Est. Il est le fils d'Ambroise Gendron et d'Esther Chamberland, et déménage à Hull en 1876. Gendron est employé par la compagnie EB Eddy comme inspecteur des bois puis surintendant général des cours à bois. Il épouse Corrine Lapierre en 1881. Gendron siège au conseil municipal de Hull de 1902 à 1903 et est maire de 1903 à 1904. Il meurt en fonction à Amos à l'âge de 61 ans et il est inhumé à Hull.
Sa sœur Clara est l'épouse de Simon-Napoléon Parent, premier ministre du Québec de 1900 à 1905. Son frère, Romuald Montézuma Gendron, siège également comme député fédéral à la Chambre des communes dans les années 1920.

## Hommages
En 1915, un pont couvert est construit et nommé en son honneur sur la rivière Gatineau près du village de Wakefield, le pont Gendron. Le pont d'origine avait été détruit après avoir été incendié en 1984 par un incendiaire, mais a ensuite été reconstruit. 